# Wilhelm Herbst (Unternehmer)
Wilhelm Herbst (* 23. Oktober 1842 in Schwerin; † 27. Juni 1917 in Bremen) war ein deutscher Zahnarzt, Erfinder, Unternehmer und Pionier der Zahnheilkunde.

## Biografie
Herbst erlernte den Beruf eines Zahnarztes. Als Erfinder gründete er 1890 die Bremer Goldschlägerei. Daraus wurde die Firma BEGO mit Sitz in Bremen mit 410 Mitarbeitern (2014) und einem Umsatz von 76,2 Mio Euro (2014) sowie im Unternehmen u. a. die BEGO Bremer Goldschlägerei Wilh. Herbst GmbH & Co. KG. Herbst legte mit der Idee, Zahngold zu verarbeiten, den Grundstock des Unternehmens. Während das Metall zuvor in den durch Karies entstandenen Hohlraum (Kavität) zumeist schmerzvoll eingehämmert wurde, machte Herbst den Werkstoff zunächst über einer Flamme kohäsiv und er erstellte eine Goldfolie. Diese wurde wiederum zu Plombiergold in Form von Goldpellets weiterverarbeitet, die dann einfacher in den Hohlraum eingeführt und angepasst werden konnten. Die von ihm entwickelte Rotationsmethode setzte sich schnell weltweit durch in der Füllungstherapie. Der Pionier der Zahnheilkunde schrieb 1895 das Buch Methoden und Neuerungen auf dem Gebiet der Zahnheilkunde.
Als Mäzen stiftete er u. a. dem Übersee-Museum eine wertvolle Sammlung.
Sein Sohn Theodor Herbst führte das Unternehmen nach seinem Tod.

## Werke
- Wilhelm Herbst: Methoden und Neuerungen auf dem Gebiete der Zahnheilkunde. Odontologische Verlagsanstalt, Berlin 1895.

## Ehrungen
- Die Wilhelm-Herbst-Straße in Bremen-Horn-Lehe auf dem Gelände der Universität Bremen wurde 1992 nach ihm benannt.
- Die Wilhelm-Herbst-Stiftung zur Förderung von Kunst und Wissenschaft trägt seinen Namen. Sie fördert den Ankauf von Kunst und Kulturgütern sowie die Durchführung von Ausstellungen.